# Neidhart von Reuenthal
Neidhart von Reuenthal (även Her Nithart eller Her Neithart) var en tysk lyriker under första hälften av 1200-talet, som levde vid de österrikiska och bayerska hoven. Reuenthal är ett sentida tillnamn taget efter den förmodade allegoriska pseudonym han använde i sina egna sångtexter. Under sin livstid använde han och hans omgivning Her Nithart eller Her Neithart.
Neidhart är känd som upphovsmannen till den så kallade höviska bypoesin (höfische dorfpoesie), en i anslutning till Walther von der Vogelweide och den lantliga folkdiktningen uppkommen genre, som genom sin friska, ofta grovkorniga och bondska art skarpt kontrasterade mot den veka och sentimentala minnessången. Neidharts huvudsakliga produktion bestod av glada dansvisor, som delvis bevarats till vår tid. Av melodierna finns bara fragment. Neidharts visor var mycket populära under samtiden.